# Angolar jezik
Angolar jezik (angolarski jezik; ngola; ISO 639-3: aoa) kreolski je jezik koji se govori na otočnoj državi Sveti Toma i Princip pred obalom zapadne Afrike. Nastao je na temelju portugalskog. Njime govori oko 5 000 ljudi (1998 SIL) koji se etnički razlikuju od Forrosa.
Angolarci, koji uz portugalski većinom govore i saotomanski, potomci su izbjeglih Angolaca koji su oko 1540. doživjeli brodolom na otoku Sveti Toma. Danas žive u izoliranoj južnoj zoni otoka i prijeti im jezična asimilacija u Forrose.

## Vanjske poveznice
- Ethnologue (14th)
- Ethnologue (15th)